# Johann Kasimir Kolbe von Wartenberg

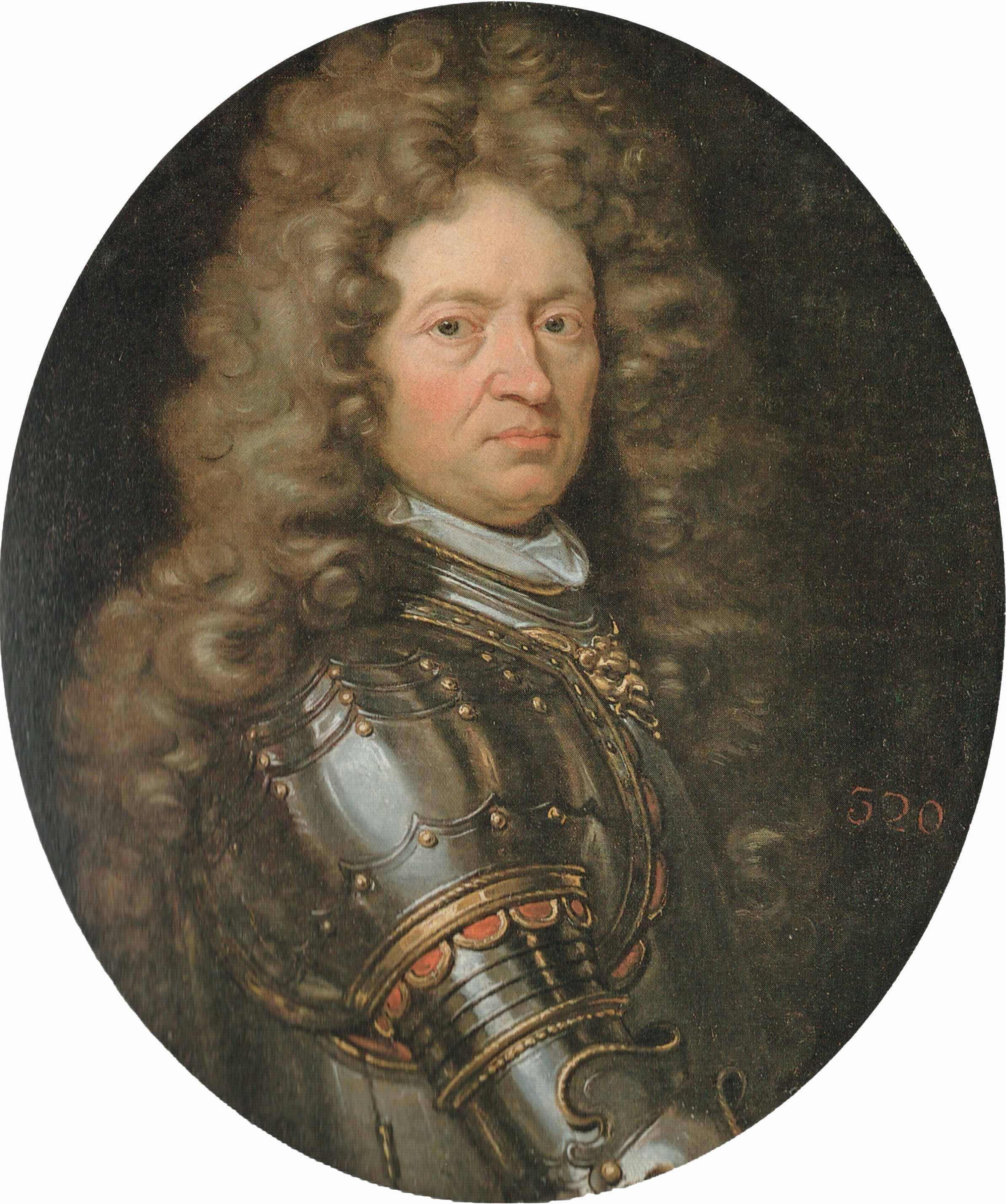
Johann Kasimir Kolbe Reichsgraf von Wartenberg

Johann Kasimir Kolbe Reichsgraf von Wartenberg, född 6 februari 1643 i Wetterau, död 4 juli 1712 i Frankfurt am Main, var en tysk greve och statsman.
Wartenberg övergick 1688 från pfalzisk till brandenburgsk tjänst och vann snart, skickligt begagnande kurfurst Fredrik III:s svagheter, dennes obegränsade gunst; särskilt kom hans nitälskan för kurfurstens upphöjelse till kung (1701) honom till godo. Sedan 1696 stod han som överkammarherre i spetsen för hovstaten, efter Eberhard von Danckelmans fall (1697) överhopades han med ämbeten och värdigheter, och från 1702 intog han, utan att tillhöra geheimerådet, faktiskt en premiärministers ställning. År 1699 erhöll han riksgrevlig värdighet. 
Själv utan djupare insikter och utan vidare vyer än hovmannens, fåfäng och egennyttig, undanträngde Wartenberg efter hand de flesta av kungens äldre rådgivare, som ersattes av hans förtrogna och vänner. I det intrigspel, varigenom hans makt befästes och utvidgades, spelade hans härsklystna och illa beryktade gemål Catharina Rickert en framträdande roll. Finanserna råkade i ohjälplig oreda, och de finansiella svårigheterna omöjliggjorde en självständig utrikespolitik. En ekonomisk kris (1710) öppnade slutligen kungens ögon för det allmänt avskydda gunstlingsregementets försyndelser, och Wartenberg blev avskedad (1711).